# Roys Peak
Der Roys Peak (auch Mount Roy, 1581 m) ist ein Berg im Süden des Lake Wānaka auf der Südinsel Neuseelands. Der Gipfel liegt ungefähr 7 Kilometer westlich von Wanaka. 
Im Gipfelbereich befinden sich weithin zu sehende Telekommunikationsanlagen. Die vorherrschende Vegetation sind Tussockgräser. Vom Gipfel bietet sich eine umfassende Aussicht über den Lake Wanaka und die Gipfel des Mount-Aspiring-Nationalparks.
Der Name des Berges geht möglicherweise auf den schottischen Volkshelden Rob Roy zurück, vieles in der Gegend ist nach ihm benannt, denn die Region Otago hat eine ausgeprägte schottische Vergangenheit.

## Lage und Umgebung
Roys Peak bildet den nördlichen Endpunkt eines Kamms, der das Tal des Montatapu River vom Lake Wānaka und dem Tal des Cardrona Rivers trennt. Einen Kilometer weiter südlich befindet sich der Mount Alpha (1631 m), der nächste Gipfel dieses Kamms.

## Flora und Fauna
Die oberen Hänge des Roys Peak sind steil und für 3 bis 4 Monate im Jahr schneebedeckt. Die Vegetation ist hier vergleichsweise ursprünglich. An den Nordwesthängen dominieren Tussock-Gräser (Chionochloa rigida) und es gibt eine dichte Streuschicht. Zwischen den Tussock-Gräsern findet sich als größere Pflanze hauptsächlich der Korbblütler Celmisia lyallii. Der am häufigsten anzutreffende Busch ist Dracophyllum pronum. Unterhalb von 1000 Meter ist die ursprüngliche Tussock-, Busch- und Waldvegetation weitgehend verschwunden und gedüngtem Weideland gewichen. Es gibt sehr viel anstehendes Gestein im Bereich des Gipfels, das aber starke Anzeichen von Frostverwitterung zeigt.
Eine Besonderheit ist der 1998 entdeckte Roys Peak Gecko, bei dem es sich um eine bisher unentdeckte Art (Hoplodactylus aff. granulatus) der Aotearoa-Graugeckos handeln könnte.

## Anstiege
Ausgangspunkt des Normalwegs ist ein Parkplatz an der Mt. Aspiring Road nordöstlich des Gipfels, ungefähr 6 Kilometer nordwestlich von Wanaka. Der sehr gut ausgebaute Weg führt über eine waldfreie Gras- und Buschlandschaft. Teilweise wird privates Weideland durchquert, Hunde dürfen nicht mitgenommen werden, die Nutzung von Mountainbikes ist ebenfalls verboten. Vom nahezu auf Höhe des Sees (280 m) liegenden Ausgangspunkt bis zum Gipfel sind es nahezu 1300 Höhenmeter, es sind 3 bis 4 Stunden einzuplanen. Ein Übergang zum einen Kilometer südlich liegenden Mount Alpha ist möglich, dabei hält man sich am Grat.

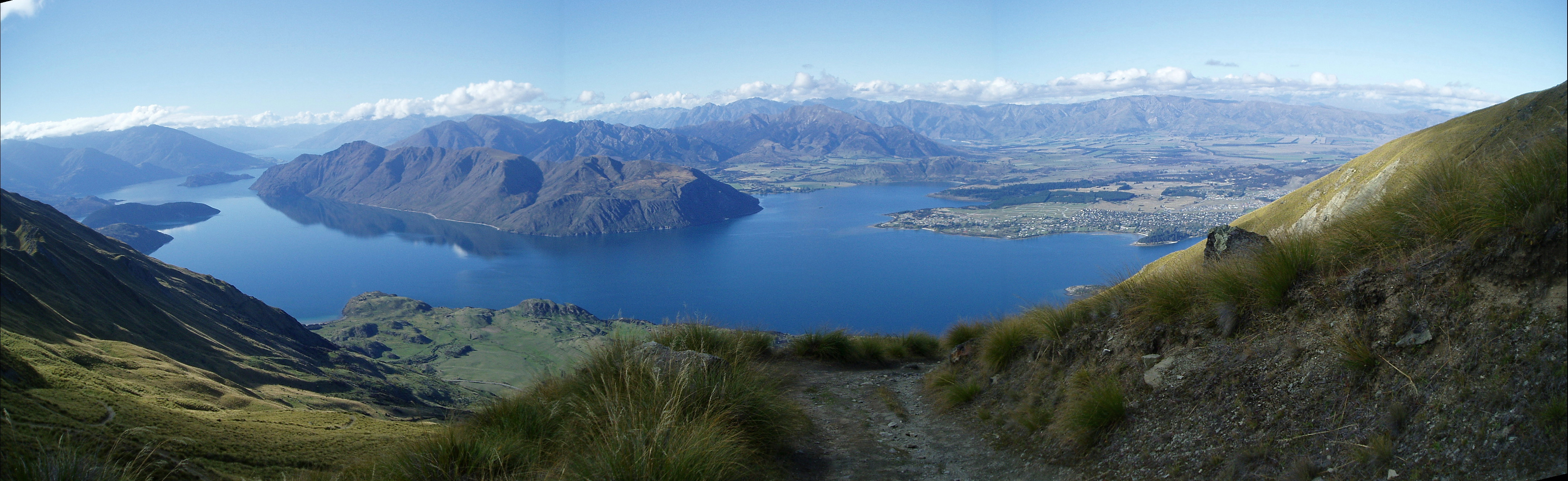
Panorama vom Roys Peak